# Albany County (New York)
Albany County is een county in de Amerikaanse staat New York. De hoofdplaats is Albany, tevens de hoofdstad van New York. In 2010 woonden er 304.204 mensen in Albany County. De county is vernoemd naar de hertog van York en Albany, die in 1685 koning James II van Engeland werd.

## Geschiedenis
Albany County werd op 1 november 1683 gesticht door Thomas Dongan, gouverneur van de provincie New York. De omvang van Albany County was onduidelijk tot in de 18e eeuw, toen er meer structuur in kwam door de toevoeging van plaatsen aan Albany County, of vaker door de creatie van nieuwe county's op basis van stukken van Albany. De county verkreeg haar huidige omvang pas in 1809, toen Schenectady County gevormd werd op basis van zo'n 600 km² land van Albany County.
De stad Albany, opgericht door Peter Stuyvesant als Beverwijck, was de eerste gemeente in die grote county. Het patroonschap Rensselaerswijck, dat delen van de huidige county's Albany, Columbia, Greene en Rensselaer omvat, werd in 1772 een district van Albany County.
In 1737 woonden er meer mensen in Albany County dan in New York. Ook in 1774 en in 1790 had Albany County nog de grootste bevolking van heel koloniaal New York.

## Geografie
Volgens het United States Census Bureau is de totale oppervlakte van Albany County 1.380 km², waarvan 26 km² of 1,83% water is. Albany County ligt in het centraal-oostelijke van de staat New York. In het oosten grenst de county aan de Hudson River. In het noordoosten mondt de Mohawk uit in die rivier. Bij de rivieren is het landschap vlak, terwijl het zuidwesten hoog gelegen en heuvelachtig is. De Helderberg Escarpment, een steile klif in het uiterste zuidwesten van de county, kondigt het begin van het Alleghenyplateau en het Catskillgebergte aan. Henry Hill (ca. 658 meter) is de hoogste plaats in Albany County.

### Aangrenzende county's
- Schenectady County (New York) - noorden
- Saratoga County (New York) - noordoosten
- Rensselaer County (New York) - oosten
- Columbia County (New York) - zuidoosten
- Greene County (New York) - zuiden
- Schoharie County (New York) - westen

### Steden en dorpen
| - Albany - Altamont - Berne - Bethlehem - Coeymans - Cohoes - Colonie - Delmar - Green Island - Guilderland - Knox | - Medusa - Menands - New Scotland - Preston-Potter Hollow - Ravena - Rensselaerville - Voorheesville - Watervliet - Westerlo - Westmere |

## Demografie
In hert jaar 2010 woonden er 304.204 mensen in Albany County. De etnische samenstelling van de bevolking was als volgt: 56,19% blank, 36,08% Afro-Amerikaans, 2,75% Aziatisch, 0,21% indiaans en 0,03% afkomstig van de eilanden in de Stille Oceaan. Daarnaast gaf 3,05% aan tot een ander ras te behoren en rekende 1,70% zich tot twee of meer rassen. Van de totale bevolking was 5,08% Hispanic of Latino. Volgens de volkstelling van 2000 had 19,2% Ierse roots, 16% Italiaanse, 11% Duitse, 6,1% Engelse en 5,1% Poolse. Engels was de eerste taal van 90,4% van de bevolking.

## Bestuur en politiek
Albany County wordt sinds 1976 bestuurd door een verkozen county executive. De wetgevende macht hoort toe aan een raad met 39 per district verkozen leden. De huidige meerderheid is Democratisch.